# Bogdan Zwijacz
Bogdan Zwijacz (* 1962) ist ein ehemaliger polnischer Skispringer.

## Werdegang
Zwijacz, der für Wisła-Gwardia Zakopane startete, gab sein Weltcupdebüt am 26. Januar 1980 im heimischen Zakopane. Sowohl von der Średnia Krokiew als auch von der Wielka Krokiew verpasste er die Punkteränge. Auch in den darauffolgenden Jahren konnte er keine Weltcuppunkte sammeln, sodass sein bestes Resultat der 29. Platz vom  21. März 1982 im tschechischen Štrbské Pleso von der MS 1970 B war.
Im Frühjahr 1982 nahm Zwijacz an den Nordischen Skiweltmeisterschaften in Oslo teil, wo er von der Großschanze den 37. und von der Normalschanze den 48. Platz belegte.
Zu Beginn der Weltcup-Saison 1982/83 war Zwijacz fester Bestandteil des polnischen Nationalkaders. Dementsprechend absolvierte er alle vier Wettkämpfe der Vierschanzentournee, deren Gesamtwertung er auf dem 44. Rang beendete.
1985 wurde Zwijacz gemeinsam mit Ryszard Guńka, Tadeusz Bafia und Janusz Duda Polnischer Meister in Wisła.

## Erfolge

### Europacup-Siege im Einzel
| Nr. | Datum           | Ort     | Typ           |
| --- | --------------- | ------- | ------------- |
| 1.  | 5. Februar 1984 | Travnik | Normalschanze |

## Statistik

### Vierschanzentournee-Platzierungen
| Saison  | Platz | Punkte |
| ------- | ----- | ------ |
| 1982/83 | 44.   | 692,0  |
| 1984/85 | 74.   | 279,9  |

### Schanzenrekorde
| Ort   | Land     | Weite               | aufgestellt am   | Rekord bis    |
| ----- | -------- | ------------------- | ---------------- | ------------- |
| Borşa | Rumänien | 113,0 m (HS: 110 m) | 28. Februar 1985 | 14. März 1999 |